# Камышев, Владимир Николаевич
Владимир Николаевич Камышев (15 апреля 1925, Нижнезубриловский, Сталинградская губерния — 1 марта 1945, Бранденбург) — младший лейтенант Рабоче-крестьянской Красной Армии, участник Великой Отечественной войны, Герой Советского Союза (1944).

## Биография
Владимир Камышев родился 15 апреля 1925 года на хуторе Нижнезубриловский (ныне — Новониколаевский район Волгоградской области). Получил неполное среднее образование, после чего работал трактористом. В 1943 году Камышев был призван на службу в Рабоче-крестьянскую Красную Армию. С августа того же года — на фронтах Великой Отечественной войны, был стрелком 1323-го стрелкового полка 415-й стрелковой дивизии 61-й армии Центрального фронта. Отличился во время битвы за Днепр.
27 сентября 1943 года Камышев в составе передового отряда переправился через Днепр в районе хутора Змеи Репкинского района Черниговской области Украинской ССР и принял активное участие в захвате и удержании плацдарма на его западном берегу. В бою Камышев заменил собой получившего ранение командира отделения. Под его командованием бойцы отделения уничтожили около 120 немецких солдат и офицеров.
Указом Президиума Верховного Совета СССР «О присвоении звания Героя Советского Союза генералам, офицерскому, сержантскому и рядовому составу Красной Армии» от 15 января 1944 года за «образцовое выполнение боевых заданий командования по форсированию реки Днепр и проявленные при этом мужество и героизм» красноармеец Владимир Камышев был удостоен высокого звания Героя Советского Союза с вручением ордена Ленина и медали «Золотая Звезда» за номером 2943.
Младший лейтенант Владимир Камышев пропал без вести 1 марта 1945 года в боях на Одере.
Был также награждён орденом Славы 3-й степени.